# Heikki Sammallahti
Heikki Albert Sammallahti (Pyhäjärvi, Ostrobòtnia del Nord, 20 de gener de 1886 – Kokkola, 17 d'octubre de 1954) va ser un gimnasta finlandès que va competir a començaments del segle xx.
El 1912 va prendre part en els Jocs Olímpics d'Estocolm, on va guanyar la medalla de plata en el concurs per equips, sistema lliure del programa de gimnàstica.